# Geelvinkstorfotshöna
Geelvinkstorfotshöna (Megapodius geelvinkianus) är en hotad hönsfågel i familjen storfotshöns. Den förekommer endast på några öar utanför norra Nya Guinea. IUCN kategoriserar den som nära hotad.

## Utseende och läten
Geelvinkstorfotshönan är en medelstor (36 cm) storfotshöna. Fjäderdräkten är huvudsakligen mörkgrå, men en liten tofs. Ansiktet är röd- eller blåaktigt och benen röda eller mörkgrå. Inga andra hönsfåglar förekommer i utbredningsområdet. Bland lätena hörs olika galande och kluckande ljud.
Arten skiljer sig från mörk storfotshöna genom mindre storlek, mer bjärt färgad hud på huvud och hals, huvudsakligen röda ben, olivgrön anstrykning på ovansidan samt något avvikande proportioner.

## Utbredning och systematik
Fågeln förekommer på öarna Biak, Numfor och Mios Num i Cenderawasihviken (även kallad Geelvink Bay, därav namnet) i norra Nya Guinea. Den behandlas som monotypisk, det vill säga att den inte delas in i några underarter. Arten betraktades av flera auktoriteter tidigare som en underart till Megapodius freycinet, men anses nu vara en egen art.

## Levnadssätt
Geelvinkstorfotshönan har rapporterats från både ursprunglig skog, ungskog och torra buskmarker. Födan är okänd men tros bestå av ryggradslösa djur som den plockar från marken. Även häckningsbiologin är okänd.

## Status
Geelvinkstorfotshönan är en fåtalig art med en uppskattad världspopulation på under 10 000 vuxna individer. Den tros också minska i antal. Internationella naturvårdsunionen IUCN kategoriserar arten som nära hotad.